# Aldhibah
Aldhibah (ζ Draconis / ζ Dra / 22 Draconis) es una estrella en la constelación del Dragón de magnitud aparente +3,17. Su nombre proviene del árabe الذئبين al-Dhibain y significa «los dos lobos», en referencia a esta estrella y a η Draconis, que a su vez recibe el nombre de Aldhibain. Aunque las dos estrellas están visualmente cerca no están físicamente relacionadas. Aldhibah se encuentra a 340 años luz del sistema solar.
Catalogada como una gigante blanco-azulada de tipo espectral B6III, Aldhibah tiene una temperatura efectiva de 12.900 K y una luminosidad 1150 veces mayor que la luminosidad solar. Temperatura y luminosidad permiten inferir su radio, 6,8 veces más grande que el radio solar, así como su masa, comprendida entre 4,5 y 5 masas solares. De acuerdo a los modelos de evolución estelar, Aldhibah está finalizando la fusión de su hidrógeno interno, por lo que en rigor es una subgigante y no una estrella gigante. Su velocidad de rotación de 43 km/s, que se corresponde con un período de rotación de menos de 8 días, es lenta para una estrella de sus características, lo que sugiere que su eje de rotación está aproximadamente orientado hacia nosotros.